# Emberek a havason
Az Emberek a havason Szőts István 1941–42-ben forgatott első nagyjátékfilmje Görbe János és Szellay Alice főszereplésével, melyet Nyirő József Kopjafák és Havasok könyve című köteteinek elbeszélései alapján készített. A modern magyar film előfutárának tekintett filmdráma egy fiatal székely család tragikus történetén keresztül mutatja be a természetnek és társadalmi berendezkedésnek egyaránt kiszolgáltatott nincstelen, ugyanakkor hitükhöz, szülőföldjükhöz ragaszkodó hegyi emberek, pásztorok, favágók nyomorúságos életét.
Ősbemutatója az 1942-es Velencei Nemzetközi Filmfesztiválon volt, ahol biennále díjjal jutalmazták. 2000-ben beválogatták az Új Budapesti Tizenkettő, 2012-ben pedig a legjobb 53 magyar film közé.

## Cselekmény
Az erdélyi havasokba felköltözve, valahol Csíkban, vagy Háromszékben, a felhők, hegycsúcsok, fekete fenyvesek és ködös völgyek világában éli nyomorúságos életét Erdei Csutak Gergely székely favágó feleségével, Annával és gyermekükkel, a kis Gergővel. Gergely nehéz, fáradságos munkával keresi kenyerét, s életét csupán a természet közelsége, az érintetlen táj szépsége, valamint felesége és újszülött fiuk iránti szeretete szépíti meg. A családi idill azonban nem lehet tartós. A területet birtokló Arbor Fakitermelő Vállalat intézője leparancsolja a hegyről a már öt éve ott lakó, de lakbért nem fizető fiatalokat; Gergelyt felfogadja favágónak, Annát pedig – mivel szemet vetett a fiatalasszonyra – a vállalat kantinjában foglalkoztatja. Egy vasárnap, dupla pénz ígéretével jó messzire küldi Gergelyt dolgozni, hogy legyen ideje megkörnyékezni és elcsábítani gyönyörű feleségét. Az erőszakoskodó férfi karjaiból kiszabaduló, és gyermekével elmenekülő Anna egy szakadékba zuhan, ahonnan Üdő Márton, „a havasok 100 esztendős apja” menti ki. Az asszony súlyos beteg lesz, nem használnak neki a gyógyfüvek, hiába járják meg a csíksomlyói búcsút, és hiába mennek tovább Kolozsvárra – a neves orvosprofesszor sem tudja megmenteni, hamarosan meghal. Utolsó kívánsága, hogy fenn a havasokban pihenhessen. Gergelynek annyi pénze sincs, hogy hazaszállíttassa a holttestet, ezért az éjszaka leple alatt „élőként” száll fel vele a vonatra. Bár számukra kiderül az igazság, a harmadosztályú vasúti kocsi utasközönsége szolidáris a szegény emberrel, s a kalauz is elnézi, hogy egy halott asszony utazik velük.
Gergely bosszúból megöli az intézőt, amiért a bíróság tíz év fegyházra ítéli, hiába próbálnak kiállni mellette favágó társai. Amikor lehull a hó és a karácsony közeleg, megszökik, hogy együtt tölthesse a karácsony estét árván maradt s a falu gondjára bízott kisfiával, kicsi Gergővel. A szökevényt a csendőrök megsebesítik. A halálos lövést kapott Gergely arra kéri favágó társainak egyikét, az őt bújtató Ádámot, hogy adja fel a faluban és az érte kapott ezer pengő vérdíjból vegyen a kis Gergőnek ruhát és csizmát. Csutak Gergely karácsony reggelre virradóan meghal, testét felravatalozzák, s a székely favágót, akinek – Üdő Márton szavaival – "ebből a hegyekből, völgyekből, ebből a gazdag nagy világból annyi sem vót az övé, ahova a könnyét lecseppentse", a fejszéjével – „igaz testvérével” – együtt eltemetik. Ádám pedig még aznap jelenti a jegyzőnek a tömlöcből szökött, sebesült ember elfogását és azonnal kéri is a pénz. Csizmát, ködmönt, kucsmát vesz az apátlan-anyátlan árvának, majd felviszi magával a hegyekbe, hogy együtt ünnepelhessen a havasi emberekkel az általuk épített, élőszereplős jászol előtt.

## Szereplők
- Szellay Alice – Anna
- Görbe János – Erdei Csutak Gergő
- Ferenczy Péterke – Kicsi Gergő (stáblistán: Ferenci Péterke)
- Bihari József – Üdő Márton
- Gárday Lajos – Ülkei Ádám
- Borovszky Oszkár – intéző
- Egyed Lenke – szobaasszony (stáblistán: Egyed L.)
- Toronyi Imre – Dr. Bende György orvos (stáblistán: Toronyi)
- Kürthy György – Bende György orvosprofesszor (stáblistán: Kürthy)
- Baló Elemér – favágó (stáblistán: Baló)
- Pásztor János – favágó (stáblistán: Pásztor)
- Danis Jenő – favágó (stáblistán: Danis)
- Alszeghy Lajos jegyző a bíróságon
- Makláry János – kalauz (stáblistán: Makláry)[6]
- C. Turáni Endre – utas
- Misoga László – utas
- Bihary Nándor – utas
- Hidassy Sándor – utas
- Cserei Irma – utas
- „és még favágók, pásztorok és más havasi népek”.

## A film készítése

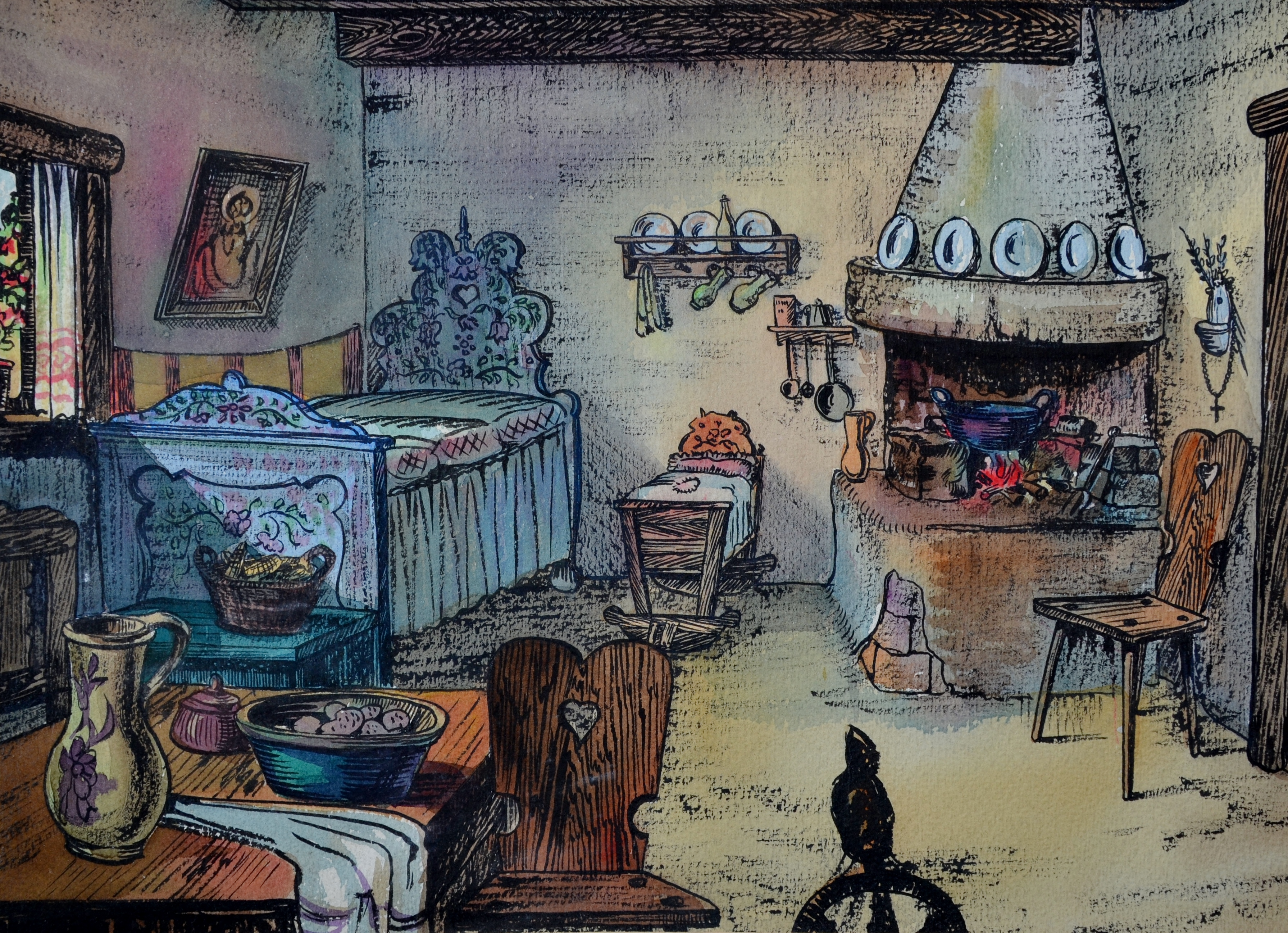
Sőrés Imre díszletterve a filmhez

A dél-erdélyi származású Szőts a Hunnia Filmgyár gyakornokaként dolgozott, amikor behívták katonának és 1940 őszén részt vett az észak-erdélyi bevonulásban. Megragadta a táj szépsége; a sajátos erdélyi történelmi tudattal és magyarság-érzettel rendelkező filmesben akkor érlelődött meg a szándék, hogy olyan filmet készít, amelyben hangsúlyozottan jelenik meg mély kapcsolata a természettel és Erdéllyel. Mivel Nyirő József balladaszerű novellái jó alapanyagot kínáltak, megszerezte az író beleegyezését, hogy a börtönből megszökött és a csendőrök golyóitól halálra sebzett gyilkos Gergő történetéből kisfilmet készíthessen. Az új hangvételű filmtervet látva és az „Erdély-ügy” aktualitása miatt Bingerth János, a Hunnia igazgatója arra biztatta Szőtsöt, hogy további Nyirő-novellák felhasználásával készítsen inkább nagyjátékfilmet. Az íróval közösen fejlesztett forgatókönyvet ellenvetés nélkül elfogadták, bár az állami támogatással készült filmek irányítói megpróbáltak divatos propagandát becsempészni a filmbe: a gonosz fakitermelő legyen ellenszenves zsidó figura, a főhőst ne kakastollas magyar csendőr, hanem román csendőr lője le stb. Mások – még a Hunnián belül is, a profitot féltve – arra akarták rábeszélni a rendezőt, hogy ne szakítson a jól bevált műtermi forgatási módokon, vagy például a botrányt elkerülendő „hagyja ki a halott asszony vasúti hazaszállítását, mert az olyan gusztustalan…”, Szőts ellenállt ezeknek a kéréseknek, s Bingerth ajánlatát, hogy halasszák el a forgatást egy évvel, ugyancsak elutasítva úgy döntött, a stúdió anyagi támogatása nélkül is nekifog a filmnek.
1941. május végén barátjával, Makay Árpád operatőrrel saját költségén elutaztak Csíksomlyóra, ahol egy kézi kamerával leforgatták a búcsú külső jeleneteit, színészek nélkül. A külső felvételek forgatása végül is 1941. szeptember 17-én kezdődtek el. A fiatal stáb tagjai és a két főszereplő, a későbbi honorárium reményében hajlandó volt ingyen nekiállni a munkának, a forgatás beindításához szükséges költségekre a rendező Ranódy László és felesége, Kóczián Katalin kezességével 5000 pengős kölcsönt vett fel. A felvételek helyszíne a Gyilkos-tó környéke, elsősorban a Kis Cohárd volt, melynek meredek lejtőit naponta megmászta a stáb felszereléssel együtt, hogy elkapja a megfelelő fényeket, a ködös völgyet. Sikerült is rögzíteni többek között a film egyik ikonikus jelenetét, amikor a hegygerincen búcsúba tartó fiatal pár a felhők fölé kerül, alattuk ragyog a világ, s a gomolygó fehér felhőből kiemelkednek a közeli hegycsúcsok és a fák koronái. Az így rögzített képi világ jól adja vissza Nyirő lírai sorait: „...ők már a magasságok tisztaságában jártak...”
Az ötfős stáb tagjai mindenesek voltak; végezték a fárasztó, időnként reménytelennek tűnő munkát; a férfiak cipelték a kamerát, a felszerelést, az elhíresült kitömött baglyot, a rendezőasszisztensnek felkért Morell Mihály éjjel faragta a kicsi Jézus szobrát, amire másnap szükség volt a búcsúi jelenet forgatásához, sminkelte a színészeket, s csapó híján a nem rögzített jelenetszámokat is ő tartotta fejben, s vált ezzel Kerényi Zoltán vágó mellett nélkülözhetetlenné a film összeállításánál.
A szép szeptemberi idő lehetővé tette a „tavaszi” jelenetek forgatását; az elkészült anyag láttán a Hunnia – már csak azért is, mert az ellenlábas Modern Film Kft. időközben megkereste a hegyekben forgató stábot, de „művészi szabadság tekintetében nem tudtak megegyezni”, s így csupán kölcsönt adtak részükre – visszavéve a produkciót, és újra szerződést kötött. Visszatérve Erdélybe a stáb leforgatta a kolozsvári és a téli külső felvételeket, majd a Hunnia stúdióiban a belsőket.

## A film költségvetése
Az Emberek a havason eredeti költségvetése Szőts István és a Hunnia Filmgyár közötti első szerződés szerint 135–143 ezer pengő között mozgott, a végső összeget a rendező 140 ezerre becsülte. A szerződésbontás miatt a pénz nélküli stáb munkájának beindítását Ranódyék 5000 és a Modern Film Kft. 10 000 pengős, utólagos szerződés fejében adott kölcsöne biztosította; a kora őszi négyhetes felvételek végül is 7800 pengőbe kerültek, ami a szokványos produkciók egy-kétnapos Pest-környéki külső felvétel kiadásának felelt meg.
A Hunnia – felfedezve a film művészi értékeit – ismét hajlandó volt a filmet saját produkciójában gyártani és kezdeményezte a film átvételét a Modern Filmtől. A két cég közötti tárgyalások és kártérítések az ismételt időveszteség mellett jelentős kamatterheket és a költségvetés növekedését eredményezték. A film bekerülési költsége végül meghaladta a 240 ezer pengőt. Ez az összeg nem érte el egy átlagos költségvetésű nagyjátékfilm költségét.
A velencei biennálén díjazott film jó üzletnek bizonyult a Hunnia Filmgyár részére: a bemutató után 11 premierhétig futott; négy hónapon belül behozta a gyártási költségeket és jó külföldi eladásokkal rendelkezett.

## A film fogadtatása és utóélete

### Nemzetközi fogadtatása
Még folytak a film belső felvételei, amikor a Hunnia közölte a rendezővel, hogy a filmet benevezték az 1942. szeptember elején tartandó Velencei Filmfesztiválra.
A kivitt kópiából azonban kihagytak egyes jeleneteket: nemkívánatos agrárproblémának minősítették Üdő Márton búcsúztató szavait Csutak Gergely ravatalánál („..ebből a gazdag nagy világból annyi sem vót az övé, ahova a könnyét lecseppentse...”), másoknak pedig az nem tetszett, hogy a favágók között túl sok a rongyos ember, s ez rossz szociális képet mutat a díszmagyaros Magyarországról. Szőts, amikor a nagy siker után Szellayval kiutazott Velencébe, a kivágott részeket magával vitte és visszaragasztotta a filmbe.
Az alkotás a filmművészek és kritikusok szavazata alapján odaítélt első művészeti díjat kapta. Mivel Szőts csak későn utazhatott ki, nem volt jelen sem a bemutatón, sem a záróeseményen, s a díjat sem vehette át; azt diplomáciai úton juttatták haza. A trófeát a Hunnia vitrinjében őrizték, 1945-ben pedig Budapest ostroma alatt elkallódott.
Szőts alkotása hatalmas feltűnést keltett és kedvező fogadtatásra talált a fesztiválon. Az olasz szakmai kritika az első perctől kezdve lelkesedett a lírai-balladisztikus filmért, mert megerősítve látták benne azt a modern filmtörténeti irányt, amit az 1930-as évek francia lírai realizmusa, illetve a negyvenes években kibontakozó olasz neorealista filmes mozgalom képviselt. Különösen a Cinema és az Il Messaggero dicsérte az alkotást, kiemelve a film költőiségét, „kozmikus” jellegét.

### Magyarországi fogadtatása
A film magyarországi díszbemutatója 1943. január 29-én volt a Nemzeti Apollóban; a vetítés előtt báró Wlassics Gyula államtitkár méltatta az alkotást. A díszbemutatóval egy időben további két bemutató-filmszínházban játszották (Átrium, Szittya). Hazai ősbemutatója azonban egy hónappal korábban történt, mivel a Nyirő-adaptációt – mintegy karácsonyi ajándékként a székelységnek – már a hivatalos premier előtt levetítették Marosvásárhelyen, 1942. december 23-án.
A nemzetközi siker befolyással volt a hazai kritikára is, s bár a fesztivál-beszámolók kiemelték ugyan a film líraiságát, a shakespeare-i mélységű drámai csúcspontjait és különösen dicsérték az ünnepelt erdélyi író, Nyirő forrásként szolgáló műveit, a bemutató után a magyar kritika – a kevés, valóban lelkesedő kivételtől eltekintve – még annyi figyelemre sem méltatta a Biennálén díjat nyert és európai elismerést szerzett filmet, mint egy közepes, kevésbé sikeres, ám kommerszebb alkotást. Szőts szerint „a tájékozatlanságot és felületességet mi sem bizonyítja jobban, mint hogy Bihari helyett sok újság Hosszú Zoltánt dicsérte, meg Makláry Zoltánt (akik nem is szerepeltek), de egy szót sem szóltak például Gárdayról, vagy Borovszkyról, s alig értették meg a természeti emberek, egyszerű parasztok magától értetődő megjelenését. S különösen fáj, hogy egy jó szót sem szóltak Farkas Ferenc kísérő zenéjéről, mely a maga szépségével először értékesíti filmen Bartók és Kodály életművének eredményeit.” Ugyanakkor film magyar fogadtatása az első pillanattól kezdve politikai és esztétikai természetű vitákba torkollt. A jobboldal igyekezett kisajátítani, zászlóként lobogtatta a filmet, a baloldal pedig a népi-urbánus vita mentén ál-népiesnek minősítette, s a havasok rongyos népeit a haladás és a civilizáció ellenségeinek állította be.
Annak ellenére, hogy a vatikáni L'Osservatore Romano két vezércikkében is dicsérően szólt a filmről, Magyarországon az Actio Catholica támadást indított ellene eltanácsolva a hívőket a film megtekintésétől. Mivel a havasi emberek hitvilágából eredően a kisgyermek születése, betegsége és megkeresztelése körül a vallásos szertartás, a babona és a pogány rítus mozzanatai egyaránt felbukkannak, pantheisztikus újpogánynak, a csíksomlyói búcsú jeleneteit pedig értelmetlen lökdösődésnek nevezték. Szőts utánajárására kiderült: az ügy hátterében a papi hivatásából kiugrott Nyirőn ütni szándékozók állnak.
Göbbels Berlinbe rendelte a film egy kópiáját és személyesen nézte meg, de túl katolikusnak találta („zu katholisch!”), ezért nem engedélyezte vetítését a Harmadik Birodalomban.
Nemcsak a politika szereplői, hanem az új filmes irányzat szakmai ellenzői is több oldalról támadták a filmet és a szerzőt. Főleg azt vetették Szőts szemére, hogy munkájában lassú, túl sok időt fordít egy-két méter hiteles felvételre, a munkák közel egy évig tartottak, a tervezett költségvetést két-háromszorosan túllépte és a filmet a Hunniának kellett megmentenie, ráadásul „ami a hazai sikert illeti: az nagyon közepes volt”. Szőts részletesen cáfolta a rágalmakat.
A film sikerét látva Szőts irigyei is megszólaltak: „könnyű volt Erdély gyönyörű hegyei között egy szép képeskönyvet készíteni…”
Mindezek ellenére a Nemzeti Filmbizottság és a Külügyminisztérium beválogatta a filmet az 1943. augusztus közepén Izmirben megrendezett törökországi nemzetközi filmkiállításra. A film bemutatója előtt Fekete Ferenc operatőrt a művészi felvételeiért 1200 pengővel jutalmazta Szinyei Merse Jenő vallás- és közoktatásügyi miniszter. Az év végén az Országos Nemzeti Filmbizottság javaslatára a miniszter elismerésben részesítette a magyar filmgyártás legkiemelkedőbb alkotásait, és a művészi magyar filmért legkiválóbban dolgozó szakembereit. Ennek keretében hét művészi kivitelű emlékdíjat adományozott, melyekből Szőts alkotása kettőt kapott meg: egyet a Hunnia filmgyár igazgatósága „az Emberek a havason című játékfilmért, mint az 1941/42. és 1942/43. év legművészibb magyar filmjéért”, valamint egyet „Farkas Ferenc zeneszerző, filmzeneszerzői munkássága művészi színvonaláért”.

### 1945 után
A második világháború után nyugatra menekült német- és nyilasbarát egykori erdélyi képviselő, Nyirő Józsefre hivatkozva, és mert a háború alatt Benito Mussolini Olaszországában kapott díjat, az alkotást fel akarták vetetni a „fasiszta” filmek jegyzékére, ami egyet jelentett volna betiltásával, és minden valószínűség szerint az összes kópia megsemmisítésével. Balogh páter segítségével Szőtsnek sikerült megakadályoznia a listára vételt, azonban a betiltást csak elodázni tudta: később ugyancsak a vallásosság vádjával betiltották és 1957-ig nem vetítették; csupán filmes szakmai berkekben volt látható.
A filmet akkortájt Romániában sem játszották: Szőts bármennyire is igyekezett tekintettel lenni a románok érzékenységére, hiába volt családja régi ismerőse Petru Groza, az alkotást irredentának minősítették, mert színmagyar Erdélyt mutatott, csupa székely szerepelt benne.
1957. január 3-án tűzték ismét a filmszínházak műsorára; a megváltozott idők jeleként „a Népszabadság lelkesen dicsérte haladó szocializmusát”.

## Hatása, jelentősége
„Az Emberek a havason a fiatalok kísérlete volt, az akkori filmreceptek és filmsablonok ellen.” – nyilatkozta Szőts. A modern magyar film előfutárának számít, mivel fiatal alkotója végre önálló, új művészetként kezelte a filmet, ahol „az egész természet mint egy hatalmas orchester együtt játszik az emberrel (vagy sokszor az ember nélkül is)”, ezért nevezi Szőts a filmet „az ég és föld világszínpadán játszódó „kozmikus” művészetnek”. A művész másik, radikálisan új elképzelése a filmszerű film volt; Jancsó Miklós szerint „a képekben elgondolt filmnek Szőts volt az egyik atyja. Mondhatni, ő a magyar Eisenstein.”
Szőts a hagyományos dramaturgiai alapot kiegészítette jelölt filmnyelvi elemekkel, képi retorikai alakzatokkal. A mű jeleneteiben újszerű látásmód figyelhető meg, a folklór és néphagyomány ötvöződése korszerűbb formai jegyekkel és egyéni stílussal. Balladai történetet mesélt el, balladai hangon. Felhagyva a kor filmkészítési szokásaival, számos úttörő kezdeményezéssel bírt:
- A történet egyszerű parasztemberek valósághű életét mutatta be, gyökeresen szakítva a régebbi, főleg népszínművekből ismert klisékkel;
- A filmet természetes helyszíneken, többnyire külsőben, kis, könnyen mozgatható stábbal forgatták;
- Az alkotók nagyon tudatosan megválasztott expresszív képkivágásokat, szokatlan, sőt extrém nézőpontokat, kamerabeállásokat alkalmaztak;
- Számos olyan képsor lelhető fel benne, melyek nem tartoznak szorosan a cselekmény fő vonalához, azonban vizuális többletet adva érzelmileg árnyalják, művészi értelemben filmszerűbbé teszik a tartalmat;
- Nem a kor kiemelt színészei szerepeltek benne, hanem részben félamatőrök, akiknek inkább személyisége, mint játéka miatt válnak valóságossá a figurák;
- A világítás is eltért a megszokottól: a külső felvételekkel kiemelt szerepet kapott a természetes fény, és a belsők megvilágításánál sem volt fontos a „közönség látni akar” elv.[24]

Filmművészetünk későbbi neves alkotói, Gaál István, Sára Sándor, Jancsó Miklós, Makk Károly és Szabó István Szőts István e filmjét mind szemléletét és motívumait, mind pedig operatőri megoldásait tekintve a magyar modernizmus iskolateremtő alkotásnak tekintették, amelyhez időről-időre visszanyúltak.
Szőts István művészi invenciókban gazdag, mély emberséggel átitatott filmje a magyar filmtörténet kiemelkedő alkotása. Máig érvényes módon szól annak a meghasonlottságnak a gyökereiről, amely a gyorsultan felbolydult 20. században élt egyszerű embereket érte. Számukra a hagyományos erkölcsi normák már nem nyújtottak többé megfelelő kapaszkodót az újfajta konfliktusok kezeléséhez. A természettel idilli harmóniában élő pár élete akkor fordul tragédiába, amikor megjelenik az ipari méretű fakitermelés és nekik el kell hagyniuk addigi lakóhelyüket.
Az egyetemes filmművészet világszerte becsült darabját, amely fordulópontnak számított a magyar filmnyelv megújulása terén, és szerepe volt az olasz neorealizmus zászlóbontásában is, 2000-ben beválogatták az Új Budapesti Tizenkettő, a Magyar Művészeti Akadémia tagjai pedig 2012-ben a legjobb 53 magyar film közé.

## A film felújítása
Az Emberek a havason már az 1980-as években átesett egy hagyományos felújításon, mely munkában maga Szőts is részt vett. A tűz- és robbanásveszélyes nitro nyersanyagról átmentettek biztonsági filmre, azonban íly módon csak konzerválni lehetett a film állapotát, javítani nem – ezt csak a digitális technika megjelenése tette lehetővé.
A film teljes körű restaurálása 2014-ben a Magyar Nemzeti Digitális Archívum és Filmintézet (MaNDA) kezdeményezésére, a Magyar Művészeti Akadémia támogatásával, a Focus Fox Stúdióban valósult meg. A négyéves felújítási munkálatokból közel egy évbe telt a film eredeti, tűzveszélyes nitro anyagon tárolt, súlyos bomlásokat és sérüléseket szenvedett, s a korabeli hangtechnika, illetve a külső helyszíni hangfelvételek miatt sok helyen erősen torz hanggal bíró felvételi negatív megtisztítása, 4K felbontásban történő szkennelése és digitális rögzítése. A mintegy 136 ezer kockát tartalmazó filmet először kockáról kockára kezdték tisztítani, de az lassúnak bizonyult, ezért végül is egy különleges szoftver segítségével fejezték be, vigyázva arra, hogy a tűz, a füst, az eső, sőt a legyek jelenléte a képeken megmaradjon, ezzel pedig megőrizzék a film eredeti atmoszféráját.
Feljavították a kópia torz hangját, megszüntették a filmremegést, kijavították, pótolták a képhibákat, sok esetben úgy, hogy a perforációhiba miatt hiányzó filmkockák pótlását számítógép segítségével végezték el a hiány előtti utolsó, és az azt követő első kocka képéből. A film fényvilágának újrateremtésében Sára Sándor operatőr-rendező, Szőts István tanítványa működött közre.
A MaNDA DVD-n jelentette meg a filmet, kiegészítve Szőts következő munkájával, a Kodály Zoltán feldolgozta székely népballada, a Kádár Kata filmváltozatával, valamint Szőts István és Csoóri Sándor 1988-as életmű-beszélgetésével. A DVD vetítéssel egybekötött díszbemutatójára 2014. november 21-én került sor az Uránia Nemzeti Filmszínházban.